# Lukas Fröde
Lukas Fröde (Fulda, 23 gennaio 1995) è un calciatore tedesco, centrocampista dell'Ingolstadt 04.

## Carriera

### Club
Nel 2009 si trasferisce dal vivaio del Carl Zeiss Jena alle giovanili del Werder Brema. Compie il suo debutto in prima squadra per i biancoverdi il 10 maggio 2015, subentrando al 90º minuto in una partita contro l'Eintracht Frankfurt.
Il 2 gennaio 2017 lascia il Werder Brema per passare ai Wurzburger Kickers.

### Nazionale
Ha giocato nelle nazionali giovanili tedesche Under-16, Under-17 ed Under-18.